# Tomáš Vestenický
Tomáš Vestenický (ur. 6 kwietnia 1996 w Topolczanach) – słowacki piłkarz występujący na pozycji napastnika. Były młodzieżowy reprezentant Słowacji.

## Kariera sportowa
Wychowanek FC Nitra. W lutym 2014 trafił do AS Roma. W sierpniu 2015 został wypożyczony do Modena FC, a w styczniu 2016 wrócił do Romy. Miesiąc później trafił na wypożyczenie do Cracovii, a w czerwcu 2016 został wykupiony przez ten klub.

## Sukcesy

### Klubowe
Cracovia
- Puchar Polski: 2019/2020
- Superpuchar Polski: 2020